# Caladenia elegans
Caladenia elegans är en orkidéart som beskrevs av Stephen Donald Hopper och Andrew Phillip Brown. Caladenia elegans ingår i släktet Caladenia och familjen orkidéer. Inga underarter finns listade i Catalogue of Life.